# دیومائندرود
شهر دیومائِندرُد (به مجاری: Gyomaendrőd) در بکش در کشور مجارستان واقع شده‌است. جمعیت این شهر ۱۴٫۹۲۸ نفر است.

## نگارخانه

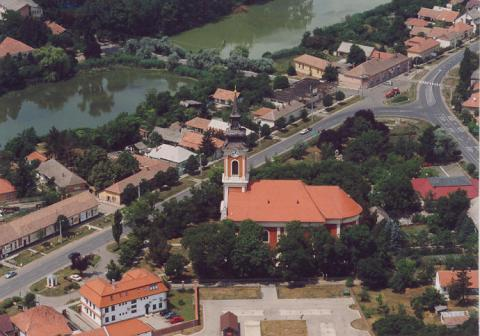
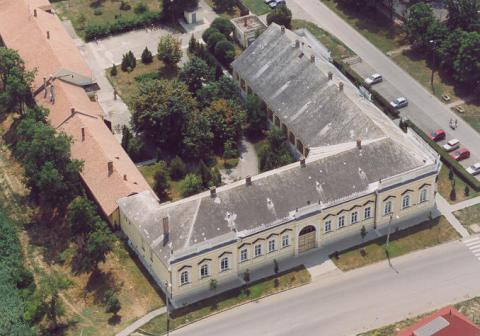
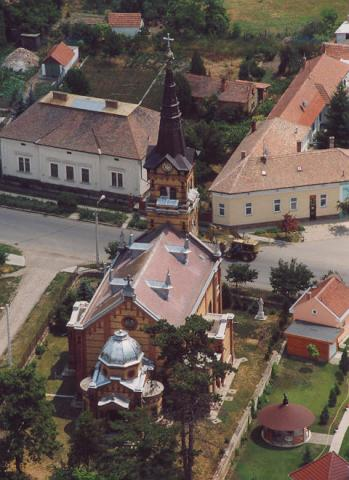

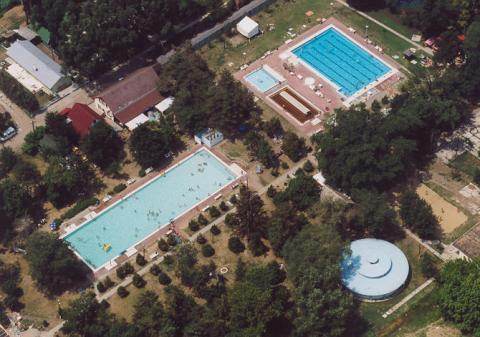